# Bill of Rights (Anglia)
Az 1689. évi Bill of Rights (Jogok Nyilatkozata) az angol alkotmányos monarchia alapvető jogszabálya, az a nyilatkozat, melyben az 1689. január 22-én a Westminsterben összeült gyülekezet kifejtette az angol alkotmány ama vezérelveit, melyek alapján III. (Orániai) Vilmost a trónra meghívták. A kifejezést "Jogokról szóló nyilatkozatnak" vagy "jogok törvényének" lehet fordítani de a történetírás használja az eredeti angol kifejezést is. A Bill of Rights az 1688-89-es ún. dicsőséges forradalom nyomán újra szabályozta az uralkodó és a rendek kapcsolatát, azonban számos kérdést későbbi törvények pontosítottak. A Bill of Rights és e későbbi törvények együttesen a forradalmi rendezés (revolutionary settlement) nevet kapták.

## Előzmények
Bibó István szerint a középkor nem az önkény korszaka, hanem a szabadság kis köreinek halmaza. A római birodalom bukását követő anarchia a helyi közösségek önszerveződését vonta maga után, melyek átvették a központi állam egyes funkcióit. Az idővel kialakuló és egymással versengő hatalmi központoknak pedig az egymás elleni harcok során szövetségesekre volt szükségük, emiatt a már szokásossá vált jogokat és kötelességeket el kellett ismerniük, hogy az adott közösséget maguk mellé állítsák. Így minden rendnek, illetve testületnek jól meghatározott jogai és kötelezettségei voltak. A rendi monarchiában általánosan elterjedt gyakorlata volt, hogy az uralkodó a koronázása alkalmával ígéretet tett arra, hogy megtartja az ország törvényeit és tiszteletben tartja az alattvalók privilégiumait. Ezt az ígéretet például Magyarországon a koronázási hitlevél, a Német-római Birodalomban a választási kapituláció rögzítette.
Amennyiben a rendek elégedetlenek voltak az uralkodó intézkedéseivel, akkor sérelmeiknek hangot adhattak. Magyarországon a rendek a “Gravamina et Postulata” (Sérelmek és Követelések) kezdetű feliratban nyilvánították ki a nemtetszésüket, míg Franciaországban ezt Cahiers de doléances (Panaszfüzetek)–ben rögzítették.
A társadalom szükségleteinek biztosítására létrejött állam a megváltozott kora újkori körülmények között (kapitalista világgazdaság kiépülése; kolonizáció; a tudományos forradalom nyomán egészségügyi intézkedések; rendőri feladatok stb) egyre több feladat ellátására és emiatt a hatalom összpontosítására kényszerült. A keresztény kultúrkörben azonban a világi hatalom erkölcstelenségének bibliai eredetű elve a hatalom ellenőrzésére sarkallta az embereket - emiatt az állam felemelkedésével egyidejűleg népszerű témává vált a kora újkori politikai elméletben és politikai gyakorlatban a hatalommegosztás különböző változatainak kimunkálása. Egyes esetekben a felújított rendiség is a hatalom korlátjának tűnt, emiatt pl. a XVIII. századi Lengyelország és Magyarország mintaként szerepelhetett a felvilágosult politikai gondolkodók írásaiban. Az angol és a francia forradalom azonban bebizonyította, hogy a rendi mintára létrejövő országgyűlések csak akkor hatékonyak és elfogadottak, ha a harmadik rend is megkapja az őt megillető helyet és szerepet az államok irányításában.
Ebben a környezetben kell elhelyeznünk a Bill of Rights-ot is. Az angol rendeket tömörítő Parlament a XVII. század folyamán folyamatosan amiatt küzdött a Stuart-ház uralkodóival, mert a Stuartok a rendi monarchiát meg akarták haladni és az angol államot az abszolút uralom felé akarták terelni, míg a Parlament ragaszkodott azokhoz a privilégiumokhoz, melyekről úgy vélte, hogy a korábbi uralkodók szavatolták azokat. Az angol forradalom utolsó felvonására 1689-ben került sor, mikor a Parlament meghívta II. Jakab egyik protestáns leányát, Orániai Máriát és férjét, Orániai Vilmost a trónra, nehogy II. Jakab újonnan megszületett és katolikusnak tartott fia legyen az uralkodó.
A Bill of Rights maga is előadja a megszületésének történetét. Vilmos és neje “meghívta (az egyházi és világi főrendek, valamint a közrendűek néhány vezetője tanácsára) a protestáns világi és egyházi főrendeket, és felszólította a grófságokat, városokat, egyetemeket, községeket és az öt kikötőt, hogy válasszák meg képviseletükre azokat a személyeket, akiket helyénvalónak tartanak a parlamentbe küldeni, s mindezek gyűljenek össze ülésezésre Westminsterben 1689. január 22-én a célból, hogy olyan rendet alkossanak, amelyben vallásukat, törvényeiket és szabadságaikat nem fenyegeti többé a felforgatás veszélye, miután a választásokra annak rendje és módja szerint sor került.“
Ezen a konventen dolgozták ki a Declaration of Rights nevű nyilatkozatot. A bizottság élén, mely a Bill of Rights-ot a Petition of Right mintája szerint kidolgozta, John Somers jogtudós állott. Magát a jognyilatkozatot Halifax nyújtotta át Vilmosnak és Máriának, február 13-án a Whitehallban. A nyilatkozatban a trónt megüresedettnek, a II. Jakab által hozott intézkedéseket törvénytelennek minősítették. Eredetileg azt szerették volna elérni, hogy az uralkodópár a koronázás feltételeként fogadja el a Deklarációt, de időközben a Parlamentben az az álláspont győzött, hogy minél előbb be kell tölteni a trónt, mivel tartani lehet egy újabb Stuart-restaurációtól – emiatt a Parlament augusztusban becikkelyezte a Declarationt, anélkül, hogy az új uralkodó hozzájárulását kérték volna, mivel tartottak attól, hogy a szorult helyzetet látva Vilmos erősebb alkupozícióból tárgyalna és számára kedvezőbb feltételeket szabna. A Declaration of Rights neve a becikkelyezés után Bill of Rights lett. A törvény nagy mértékben korlátozta a királyi felségjogokat. Bár a trónra meghívott III. (Orániai) Vilmosnak nem tetszettek ezek a megszorítások, de elég bölcs volt ahhoz, hogy végül nem vitatta a parlament döntéseit.

## A Bill of Rights rendelkezései
A Bill of Rights – követve a rendi monarchiából ismert, és előbb bemutatott jognyilatkozatokat – két fő részből áll: az első rész a sérelmeket (Heads of Grievances) ismerteti, amelyeket két fő pontban lehet összefoglalni: pápizmus és önkényuralom. Ez a rész kijelenti, hogy mivel II. Jakab megszegte koronázási esküjét, emiatt az angol trón üresnek nyilváníttatik, és emiatt a Parlament jogot formál arra, hogy meghívja Orániai Vilmost és Máriát a trónra. A második rész a sérelmek orvoslására szolgáló követeléseket tartalmazza:
hogy a törvények és végrehajtásuk királyi tekintély alapján, parlamenti hozzájárulás mellőzésével gyakorolt felfüggesztésének állítólagos hatalma törvényellenes;

hogy a törvényektől vagy végrehajtásuktól királyi tekintély alapján való eltekintés állítólagos hatalma, ahogy ezt a közelmúltban gyakorolták, törvényellenes;
hogy az Egyházügyi Biztosok Bíróságának felállítására vonatkozó utasítás és valamennyi egyéb hasonló utasítás és törvényszék törvényellenes és káros;
hogy a felségjogra hivatkozva a korona részére adót beszedni a parlament jóváhagyása nélkül, vagy hosszabb időre, vagy más módon, mint az jóváhagyatott, törvényellenes;
hogy az alattvalóknak jogukban áll a királyhoz kérvénnyel fordulni, és az emiatt történő vádemelés, illetve letartóztatás törvényellenes;
hogy békeidőben a királyság területén állandó hadsereget gyűjteni vagy fenntartani, hacsak a parlament nem adja hozzájárulását, törvényellenes;
hogy a protestáns alattvalóknak az önvédelem céljára, rangjuknak megfelelően és ahogy a törvény megengedi, jogukban áll fegyvert viselni;
hogy a parlament tagjainak megválasztása szabadon kell hogy történjék;
hogy a parlamenti szabad szólás és viták ügyében semmiféle parlamenten kívüli bíróság nem emelhet vádat és nem folytathat eljárást;
hogy tilos túlzott összegű óvadékot követelni, túlzott mértékű bírságot kiszabni és kegyetlen vagy szokatlan büntetést kiróni;
hogy az esküdteket annak rendje-módja szerint kell lajstromozni és kiválasztani és azoknak az esküdteknek, akik felségsértési ügyekben járnak el és ítélkeznek, szabad birtokosoknak kell lenniük;

hogy törvényellenes és érvénytelen minden adomány és ígéret, melynek alapja még el nem ítélt személyekre kirótt bírság vagy elkobzás;és hogy a panaszok orvoslása és a törvények megjavítása, megerősítése és megtartása érdekében gyakran kell parlamentet tartani.

## A forradalmi rendezés és jelentősége
A parlament az ezt követő évtizedekben pontosította, hogy mit is jelent a Bill of Rights-ban jelzett szabad vallásgyakorlás, a gyakori parlament tartás, illetve a trónöröklés milyen mód megy végbe, illetve sor került Anglia és Skócia uniójára is. Az ezeket tartalmazó törvények a vallásszabadságról szóló Toleration Act, a trónöröklés rendjéről szóló Act of Settlement, a parlamenti ülésszakokról szóló Triennial Act, majd az ezt a kérdést újraszabályozó Septeannial Act, végül az angol-skót uniót létrehozó Acts of Union. Mivel a kontinensről származott az új uralkodó, emiatt Anglia belesodródott Európa nagy háborúiba, ami miatt az uralkodónak több pénzre lett szüksége, emiatt a forradalmi rendezés részeként 1692-ben bevezették az egységes földadót és létrehozták 1694-ben az Angol Nemzeti Bankot.
Hahner Péter véleménye szerint "Az uralkodók persze könnyűszerrel figyelmen kívül hagyhatták volna ezeket a törvényeket. A dicsőséges forradalom történelmi jelentősége azonban abban áll, hogy az uralkodók ezentúl nem szeghették meg e törvényeket, s ezt nem a fordulat belpolitikai, hanem a külpolitikai következményeinek kell tulajdonítanunk. Anglia ugyanis, amely évtizedek óta csak rövid és korlátozott háborúkat vívott, III. Vilmos hatalomátvétele következtében bekapcsolódott az európai nagyhatalmi küzdelmekbe...A háború költségeit pedig csak a parlament által biztosított adó és hitel segítségével lehetett előteremteni. Ezért nőtt meg a parlament jelentősége, ezért kellett rendszeresen üléseznie."